# أجيا-دو أنيميشن وركز
أجيا-دو أنيميشن وركز (باليابانية: 株式会社亜細亜堂، بالروماجي: Kabushiki-gaisha Ajiadō) هو استوديو رسوم متحركة ياباني، تأسس في 4 أكتوبر 1978، ويقع مقره في مدينة سايتاما في محافظة سايتاما.

## أعمال الاستوديو

### مسلسلات أنمي تلفزيونية
- عقد إخضاع المستدعيتان لزعيم الشر (2018)
- صعود مهووسة الكتب (2019 - 2020)
- كاكوشيغوتو (2020)
- كيمونو جيهين (2021)
- عقد إخضاع المستدعيتان لزعيم الشر (2021)

### أوفا أنمي
- سبيريت أوف وندر (1992)
- يوكوهاما كايداشي كيكو (1998)

## وصلات خارجية
- الموقع الرسمي باللغة اليابانية
- أجيا-دو أنيميشن وركز على موقع IMDb (الإنجليزية)
- أجيا-دو أنيميشن وركز على موقع ANN company (الإنجليزية)